# Efecte ELIZA
L'efecte ELIZA, en ciències computacionals, és la tendència a assumir, inconscientment, que els comportaments informàtics són anàlegs als comportaments humans.
En la seva forma més específica, l'efecte ELIZA es refereix només a "la susceptibilitat de les persones a buscar una major comprensió en cadenes de símbols -especialment les paraules- enfilats per computadores". Un exemple trivial d'aquesta forma de l'efecte Eliza, donada per Douglas Hofstadter, implica un caixer automàtic que mostra la paraula "GRÀCIES" al final d'una transacció. Algú poc observador podria pensar que la màquina està en realitat expressant gratitud; no obstant això, la màquina només està imprimint una cadena pre programada de símbols.
Més general, l'efecte ELIZA descriu qualsevol situació on, basant-se únicament en la sortida del sistema, els usuaris perceben els sistemes informàtics com si tinguessin "qualitats i habilitats intrínseques controlades pel programari que possiblement no podrien aconseguir" o "assumeixen que les sortides reflecteixen una major causalitat del que realment signifiquen." Tant en la seva forma específica com en la general, l'efecte ELIZA és notable, ja que ocorre fins i tot quan els usuaris del sistema són conscients de la naturalesa determinada de la sortida produïda pel sistema. Des d'un punt de vista psicològic, l'efecte ELIZA és el resultat d'una dissonància cognitiva subtil entre la consciència de l'usuari davant les limitacions de programació i el seu comportament cap a la sortida del programa. El descobriment de l'efecte ELIZA va ser molt important per al desenvolupament en la intel·ligència artificial, demostrant el principi d'utilitzar l'enginyeria social en lloc de la programació explícita passar la prova de Turing.

## Origen
L'efecte és nomenat el 1966 a partir del bot conversacional ELIZA, desenvolupat per l'informàtic del MIT Joseph Weizenbaum. En executar el script DOCTOR de Weizenbaum, ELIZA va parodiar a un psicoterapeuta de l'escola de Rogers, en gran part en reformular les respostes del "pacient" com a preguntes:
Humà: Bé, el meu promès m'ha fet venir.
ELIZA: El teu nuvi promès fet venir?
Humà: Ell diu que estic deprimida molt sovint.
ELIZA: Em sap greu escoltar que estiguis deprimida.
Humà: És cert. Sóc infeliç.
ELIZA: Creu vostè que venir aquí li ajudarà a no ser infeliç?
Encara que va ser dissenyat estrictament com un mecanisme per mantenir "converses en llenguatge natural" amb un ordinador, el script DOCTOR de ELIZA va resultar ser un èxit sorprenent en l'obtenció de respostes emocionals dels usuaris que, en el curs de la interacció amb el programa, van començar a atribuir comprensió i motivació en les sortides del programa. Com Weizenbaum més tard va escriure: "No m'havia adonat... que exposicions extremadament curtes a un programa d'ordinador relativament simple podrien induir un poderós pensament delirant en persones bastant normals." De fet, el codi de ELIZA no havia estat dissenyat per evocar aquesta reacció en el primer lloc. A partir d'aquesta observació, els investigadors van descobrir que els usuaris assumien, inconscientment, que les preguntes de ELIZA implicaven interès i involucración emocional en els temes tractats, tot i que conscientment sabien que ELIZA no simula emoció.